# 柑橘大实蝇
柑橘大实蝇（学名：Bactrocera minax ）是双翅目实蝇科果實蠅屬的一种昆虫，属于柑橘类重要的害虫之一。
雌性柑橘大实蝇会选择柑橘幼果作为产卵场所，其幼虫在果实内部进行蛀食，导致果实未熟先黄并提前脱落。